# Apenin Abruzyjski

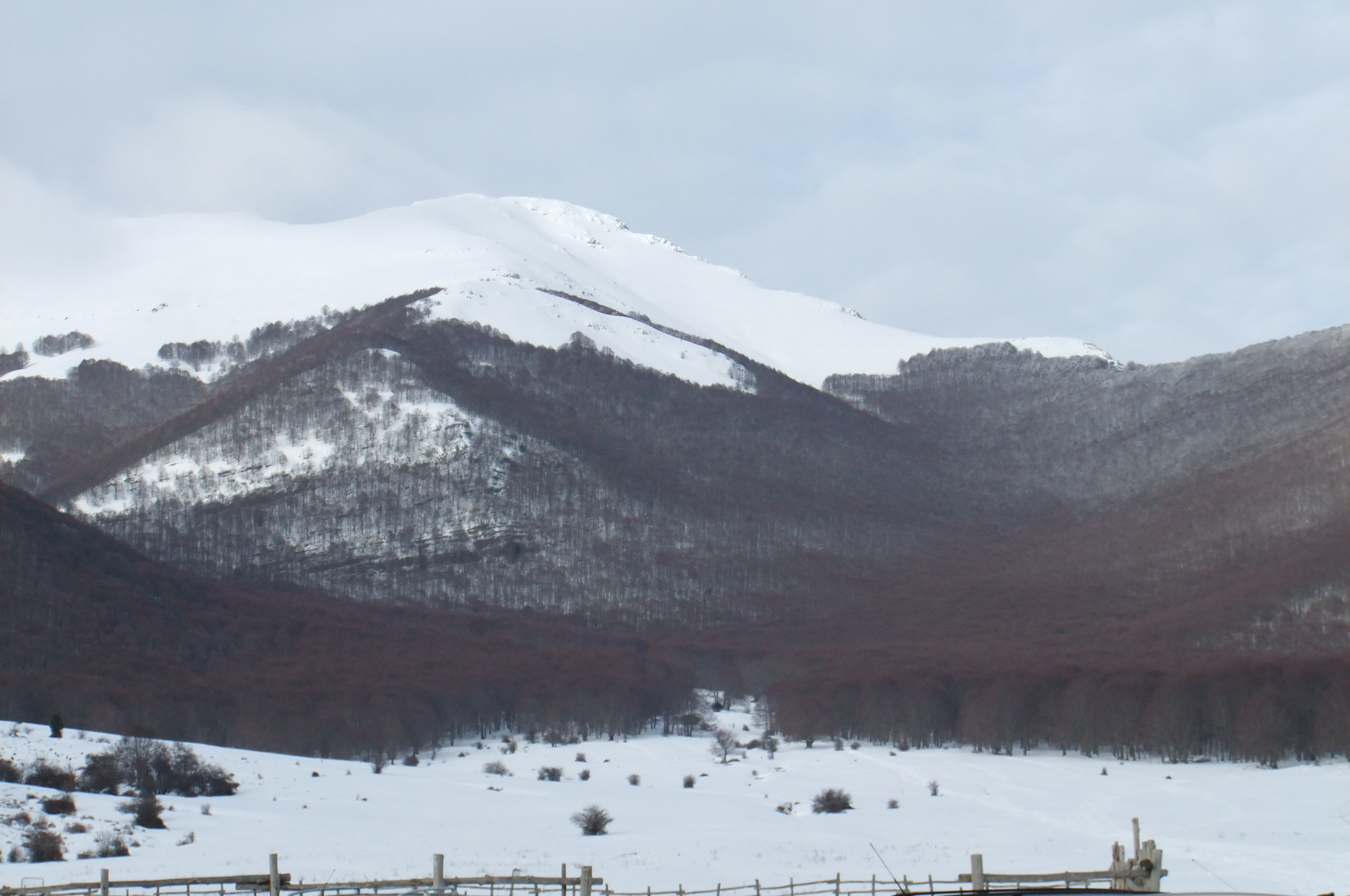
Pizzo Deta, jedna z gór na terenie tego pasma górskiego

Apenin Abruzyjski albo Abruzzy (wł. Appennino Abruzzese) – najwyższe pasmo górskie Apeninów, rozciągające się w centralnych Włoszech.
Swym pogórzem sięgają do Morza Adriatyckiego. Najwyższym szczytem pasma jest Monte Corno o wysokości 2914 m n.p.m., znajdujące się w masywie Gran Sasso d'Italia.
Apenin Abruzyjski zbudowany jest ze skał wapiennych. Charakteryzują się stromymi zboczami, poprzecinanymi głębokimi dolinami rzek (Aterno, Pescara). Widoczne są wyraźne ślady zlodowaceń z okresu plejstocenu.
Jest to teren chętnie odwiedzany przez turystów. W 1923 utworzono tam Włoski Park Narodowy Abruzzo o powierzchni 30 tys. ha. W Apeninie Abruzyjskim znajdują się liczne ośrodki sportów zimowych, panują też bardzo dobre warunki do uprawiania turystyki górskiej.